# Anabolic Video
Anabolic Video é uma produtora de filmes pornográficos americana com sede em Chatsworth, na Califórnia. O estúdio foi um dos pioneiros da pornografia gonzo, e é considerado um dos produtores mais bem sucedidos na categoria.

## Prêmios
- 1993: AVN Award – Best Pro-Am Release – Biff Malibu's Totally Nasty Home Videos 6[5]
- 1995: AVN Award – Best Best Anal-Themed Release – Butt Banged Bicycle Babes[5]
- 1996: AVN Award – Best Group Sex Scene - Video – World Sex Tour 1[5]
- 1997: AVN Award – Best Gangbang Tape – Gangbang Girl 17[5]
- 1998: AVN Award – Best Gangbang Tape – Gangbang Girl 19[5]
- 1998: AVN Award – Best Anal Sex Scene - Video – Butt Banged Naughty Nurses[5]
- 2000: AVN Award – Best Specialty Release - BDSM – Rough Sex 1[5]
- 2003: AVN Award – Best All-Sex Release – Bring 'Um Young 9[5]
- 2008: AVN Award – Best Ethnic-Themed Release, Asian – Anabolic Asians 5[6]
- 2009: AVN Award – Best Internal Series – Ass Cream Pies[7]